# Копа (озеро, Кокшетау)
Копа́ (каз. Қопа) — озеро на реке Шагалалы у города Кокшетау в Акмолинской области Казахстана. Площадь поверхности озера — 14 км² (по иным данным 13,1 км²), площадь водосбора — 3860 км². Глубина озера — от 2 до 3 метров. Высота водного зеркала — 223,8 метра над уровнем моря. Озеро Копа с прилегающими сопками является уникальным природным окружением, придающим яркий индивидуальный облик городу Кокшетау.
В озеро впадает река Кылшакты, река Шагалалы, на дне озера также бьют ключи, питающее его. Водоем проточного типа, летом не пересыхает. Размеры озера: 5,4 км по наиболее длинной стороне и 3,3 км по ширине. Амплитуда колебания воды в озере составляет 0,5—1,5 м. Озеро относится к Ишимскому водохозяйственному бассейну. Входит в группу Кокшетауских озёр.
На берегу озера находится Храм Воскресения Христова, построенный в 2016 году.

## Гидроним
Название озера происходит от казахского слова «копа» (каз. «қопа») — географический термин, указывающий на характер, структуру грунта в значение «рыхлый солончак, заросший камышом, кугой, осокой» и т. д. Заросшее озеро. Название встречается во всех краях республики.

## Расположение и описание
На берегу природного водоема озера находится город Кокшетау. Берега озера низкие, вдоль южного и восточного берегов располагается песчано-галечная отмель, прибрежная полоса на западе и севере поросла тростником, рогозом и камышом. Дно озера илистое, средняя мощность илового слоя 2 метра, в некоторых местах достигается значение в 6 метров. Ил поступает в озеро в момент паводка и сброса воды из Чаглинского водохранилища, в среднем по 20 тыс. м³ наносов в год.
Составлявший в 1955 году 39,2 млн м³ объём озера к 1990 году уменьшился до 26 млн м³.
Минерализация вод озера — от 1,9 до 2,6 мг/л, жёсткость воды — 13,8 19,8 кг/экв, химический состав солей — натриево-калиевые хлориды.
Основной приток озера, наряду с Шагалалы, — река Кылшакты.

## Рекреационное использование
Озеро служит местом отдыха и купания для горожан города Кокшетау. Пляжи на берегу водоема являются единственным местом пляжного отдыха жителей города. Однако в связи с заиливанием и загрязнением, озеро теряет свои рекреационные свойства.

## Состояние озера
В связи с близостью города, озеро все сильнее загрязняется и мелеет, так как его воды используются для хозяйственных нужд. Из-за обмеления воды происходит зарастание озера водной растительностью. В 1974—1993 годах проводилась очистка озера от наносов, объём вынутого грунта составил 400 тыс. м³. В дальнейшем проводилась очистка берегов озера, очистка озера была прекращена, и выделенные на неё средства были растрачены.

## Озеро Копа в культуре и искусстве
- Об озере Копа Е. В. Куйбышева писала в книге о «Валериане Куйбышеве. Из воспоминаний сестры»[10]:

С одной стороны бесконечно широкая степь обнимает город, а с другой — возвышаются горы, прорезанные глубокими ущельями. Степь и горы соединяются большим зеркальным озером Копа. Озеро глубокое, дно у него песчаное, на берегу камешки, как на берегу моря.